# بني رضوان (ريمة)

تعديل مصدري - تعديل

قرية بني رضوان هي إحدى قرى عزلة بني الضبيبي الواقعة ضمن
مديرية الجبين التابعة لمحافظة ريمة،
بلغ تعداد سكانها (962) نسمة حسب تعداد اليمن لعام 2004.

## المحلات التابعة للقرية
| - الحفر - البرار - بني ينخم - صرو - تاره | - عرونه - الجبوب - سارر - الريشة - غرب |

## روابط خارجية
- الدليل الشامــل